# Парламентские выборы в Кыргызстане (2007)
Досрочные выборы депутатов Жогорку Кенеша прошли в Кыргызстане 16 декабря 2007 года. Все депутаты избирались по партийным спискам. Для прохождения в парламент им нужно было набрать не менее 5 % голосов, а также не менее 0,5 % голосов в каждой из девяти областей страны.

## Результаты
| Партии                                                              | Число голосов | %        | Мест |
| ------------------------------------------------------------------- | ------------- | -------- | ---- |
| «Ак жол»                                                            | 1 245 331     | 61,73 %  | 71   |
| Ата-Мекен                                                           | 228 125       | 11,31 %  | 0    |
| СДПК                                                                | 188 585       | 9,35 %   | 11   |
| ПКК                                                                 | 140 258       | 6,95 %   | 8    |
| Остальные партии                                                    |               |          | 0    |
| Против всех                                                         | 6 481         | 0,32 %   | 0    |
| Всего                                                               | 2 017 382     | 100,00 % | 90   |
| Действительных бюллетеней                                           | 2 017 382     | 99,18 %  |      |
| Недействительных бюллетеней                                         | 16 579        | 0,82 %   |      |
| Всего голосов                                                       | 2 033 961     | 100,00 % |      |
| Всего избирателей/ явка                                             | 2,753,727     | 73,86 %  |      |
| Источник: IFES Архивная копия от 17 октября 2020 на Wayback Machine |               |          |      |